# Lavaré
Lavaré là một xã thuộc tỉnh Sarthe trong vùng Pays-de-la-Loire tây bắc nước Pháp. Xã này nằm ở khu vực có độ cao từ 86-199 mét trên mực nước biển. Xã này có diện tích 22,88 km2, dân số năm 2006 là 817 người. Xã kết nghĩa với Old Catton, Norfolk, Anh.